# Soó Attila
Soó Attila (Székelyudvarhely, 1923. szeptember 23. – Kolozsvár, 2001. december 22.) erdélyi magyar vegyész, szakíró, felesége Soó Zöld Margit.

## Életútja, munkássága
Középiskolai tanulmányait szülővárosában, a Római Katolikus Főgimnáziumban végezte 1940-ben, a kolozsvári Ferenc József Tudományegyetem Természettudományi Karán vegyészdiplomát szerzett (1945). Már 1943-tól egyetemi gyakornok, 1945-ben a Bolyai Tudományegyetemen tanársegéd, majd a BBTE-n adjunktus nyugalomba vonulásáig (1983).
Több szakközlemény szerzője, ill. társszerzője. 1980-ban a Román Akadémia N. Teclu-díjjal tüntette ki.